# Federazione di baseball della Repubblica Ceca
La Federazione ceca di baseball (cze. Česká baseballová asociace) è un'organizzazione fondata per governare la pratica del baseball nella Repubblica Ceca.
Organizza il campionato di baseball ceco, e pone sotto la propria egida la nazionale maschile.